# Papinsko sveučilište Gregoriana
Papinsko sveučilište Gregoriana ili samo Gregoriana, (tal. Pontificia Università Gregoriana), katoličko je i papinsko sveučilište u Rimu. Sveučiliste je osnovao 1551. kao Collegio Romano Ignacije Loyola, utemeljitelj isusovačke redovničke zajednice. Sveučilište se prvobitno nalazilo u podnožju Kapitola, ali kasnije je za vrijeme pape Grgura XIII. (1572. – 1585.) premješteno između Panteona i Vie del Corso. Oko 300 godina poslije, 1873., papa Pio IX. preseljava Gregorianu na mjesto na kojem se nalazi i danas pored Piazze della Pilotta, u podnožju Kvirinala.
Veliki broj budućih papa studirao je na Gregoriani, između ostalih Inocent XIII., Pio XII., Pavao VI. i Ivan Pavao I. Svetci Alojzije Gonzaga, Robert Bellarmino i Maksimilijan Kolbe bili su studenti na Gregoriani.

## Ustroj
Sveučilište se sastoji od šest fakulteta, dvaju instituta i ostalih istraživačkih centara.
- Teološki fakultet
- Fakultet kanonskog prava
- Fakultet filozofije
- Fakultet crkvene povijesti i kulturne baštine
- Fakultet za misiologiju
- Fakultet društvenih znanosti
- Institut za duhovnost
- Institut za psihologiju

## Vanjske poveznice
- Službene stranice (tal.)